# صالح الوحيمد
صالح الوحيمد (مواليد 28 مايو 1998) هو لاعب كرة قدم سعودي يلعب حاليًا في نادي الخلود معار من نادي الاتحاد.

## مسيرة اللاعب
مثل نادي النجوم في الفئات السنية وانظم إلى نادي النصر عام 2014 و يلعب مع منتخب السعودية للشباب ومثل المنتخب في كأس العالم للشباب 2017 و صعد للفريق الأول في عام 2017 و فاز مع الفريق النصراوي ببطولة الدوري في عام 2018-2019 و أعير إلى نادي أبها في عام 2019 و أعير إلى نادي العين في صيف 2020 و انتقل إلى نادي الاتحاد في صيف 2021 و أعير إلى نادي التعاون مطلع عام 2023

## وصلات خارجية
- صالح الوحيمد على موقع Soccerway.com (الإنجليزية)